# 魯帕瓦伊山
9°47′24″S 76°58′43″W / 9.79000°S 76.97861°W
魯帕瓦伊山（Rupha Wayi），是秘魯的山峰，位於該國北部安卡什大區，由博洛涅西省的瓦良卡區負責管轄，屬於安地斯山脈的一部分，海拔高度4,400米。